# São Raimundo do Doca Bezerra
São Raimundo do Doca Bezerra – miasto i gmina w Brazylii, w Regionie Północno-Wschodnim, w stanie Maranhão.  
Ma powierzchnię 419,35 km². Według danych ze spisu ludności w 2010 roku gmina liczyła 6090 mieszkańców, a gęstość zaludnienia wynosiła 14,52 osób/km². Dane szacunkowe z 2019 roku podają liczbę 5237 mieszkańców. 
São Raimundo do Doca Bezerra graniczy od północy i wschodu z gminą São Roberto do Maranhão, od wschodu i południa z Barra do Corda, a od zachodu z Itaipava do Grajaú.
W 2017 roku produkt krajowy brutto per capita wyniósł 7194,22 reali brazylijskich.
Gminę utworzono w 1994 roku, wcześniej tereny te administracyjnie były przynależne do gminy Esperantinópolis.